# Ian Astbury
Ian Robert Astbury (Heswall, Cheshire, 14 de maio de 1962) é um cantor e compositor inglês, mais conhecido como membro fundador e vocalista da banda de rock The Cult.

## Biografia
Filho de um oficial da marinha mercante britânica, Robert Leighton Astbury, de origem irlandesa, e de Judith Lindsay Astbury, professora de origem escocesa. Seu primeiro instrumento foi o saxofone nas aulas da escola. Começou a seguir a banda punk Crass como roadie, onde aprendeu a tocar bateria e outros instrumentos musicais. Seu primeiro ensaio musical foi cantando covers dos Sex Pistols para tentar ser vocalista da banda Send No Flowers, mas tornou-se vocalista da banda The Cult, que ele próprio formou. Entre 1983–1995 e 1999 até
o presente, também faz parte da banda de tributo aos The Doors, Riders On The Storm, que conta com a presença dos membros originais dos The Doors, Ray Manzarek e Robbie Krieger. O vocalista iniciou sua carreira musical aos 20 anos nos anos 80 com a banda The Southern Death Cult. Mais tarde a banda se desintegrou e o cantor recrutou Jamie Stewart e Billy Duffy e formaram o Death Cult. Mais tarde a banda passa chamar-se The Cult.
Ian e sua família mudaram-se para Hamilton, em Ontário, no Canadá, em 1973, quando ele tinha 11 anos de idade. Ele viveu lá por cinco anos antes de se mudar de volta para o Reino Unido. Seu pai trabalhou na International Harvester e sua mãe era contadora. Neste curto período de tempo no país, ele desenvolveu um amor pelo Canadá e afirmou em entrevistas que iria seguir os playoffs da Stanley Cup, especialmente se a equipe canadiana estivesse jogando.

## Fase Pré Cult
Em 1979, enquanto ainda vivia em Glasgow, enquanto assistia o filme Apocalypse Now, ficou profundamente impressionado com a canção "The End" do The Doors, e que mais tarde ele descreveu como "uma experiência religiosa". Em 1980, ele estava em Liverpool, onde era ativo na cena punk em torno do 'Eric's Club'. Mudou-se para Bradford no final de 1980, onde se tornou membro fundador da banda punk Southern Death Cult em 1981. Southern Death Cult durou até março de 1983. Juntamente com o guitarrista Billy Duffy, o baixista Jamie Stewart e o baterista Raymond Taylor Smith, Astbury formou uma nova banda, Death Cult, lançado The Death Cult (EP) e posteriormente abandonada Death do nome para se tornar o Cult.

## The Cult
The Cult iniciou suas atividades em 1983. Seu primeiro álbum, Dreamtime foi lançado em 1984, e seguido por Love, em 1985. Love contou com o single "She Sells Sanctuary", que os apresentou para um público internacional. Em seu terceiro álbum, Electric, The Cult fez uma transformação de som hard rock com a ajuda de Rick Rubin. Após o lançamento do álbum Sonic Temple em 1989 e do single ''Fire Woman'', Astbury mudou-se para Los Angeles, Califórnia.

## Anos 90
Em 1994, o The Cult voltou com um álbum sem título e uma mudança de ritmo musical. Seu som hard rock desapareceu, substituído por um interesse crescente de Astbury em música alternativa, moda e letras introspectivas. O álbum auto-intitulado, não foi um sucesso comercial, devido principalmente à falta de apoio de rádio para os álbuns de dois singles ("Coming Down" e "Star"). Para apoiar o álbum eles partiram em uma turnê, no Brasil, no entanto, diferenças criativas de Astbury com o guitarrista Duffy atingiram o seu pico, eo ex-saiu no The Cult.
Inspirado por sua súbita mudança de direção, Astbury logo depois montou um outro grupo e começou a escrever novas músicas. Ele chamou o grupo The Holy Barbarians, e em 1996 a banda lançou o álbum Cream. Embora não tenha sido um sucesso comercial, The Holy Barbarians foi bem recebido por muitos que tinham recuperado o respeito por Astbury como artista. Um aspecto notável da banda foi na pequena Forum Tunbridge Wells, que os viu sendo acompanhado no palco por Vic Reeves para uma versão de clássico "Wildflower" do Cult.
Dificuldades pessoais e uma unidade para mais introspecção levou Astbury para longe de seu novo grupo, como ele começou a trabalhar em um álbum solo (eventualmente lançada como Spirit\Light\Speed|Spirit\Light\Speed).
Em 1999, Astbury e Duffy reformam os The Cult. Um novo contrato com a Atlantic Records foi rubricado, e em 2001 veio o lançamento de Beyond Good and Evil. O sucesso de rádio no início foi garantido pelo single "Rise", até que a banda teve uma briga com a Atlantic e terminou todas as promoções comerciais e de reprodução de rádio para o álbum. Astbury descreveu a briga com a gravadora como "destruidora da alma"; então desiludido, ele trouxe The Cult para outro hiato em 2002.

## Anos 2000
Astbury, que se assemelhava com o vocalista do The Doors, Jim Morrison, tornou-se vocalista do The Doors do século 21, em 2002. O grupo apresentava os membros originais dos The Doors, Robby Krieger e Ray Manzarek. Em 2003, Astbury também actuou com os membros sobreviventes dos MC5 no 100 Club, em Londres, antes de finalmente reformar The Cult com Duffy novamente em 2006, para uma série de datas ao vivo e rumores de reedições e outro maior compilação de sucessos nos trabalhos.
Durante o início de 2007, The Cult entrou em estúdio para começar a produção de Born Into This, o primeiro álbum do grupo em seis anos. Também previsto para lançamento foi um DVD da banda de 13 novembro de 2006, concerto no Irving Plaza, em Nova York.
A formação actual do The Cult consiste em Astbury e Duffy, junto com o baixista Chris Wyse, o baterista John Tempesta e passeios guitarrista Mike Dimkitch. Em outubro de 2007, The Cult finalmente lançado Nascido em This. O primeiro single foi "Dirty Little Rockstar", que contou com forte airplay de rádio.
Em 2009, o The Cult anunciou uma série de shows em todo os EUA, Canadá e Europa, anunciado como "'Love' Live", onde a banda tocou seu clássico álbum, "Love", na sua totalidade.
Em 29 de maio de 2010 Boris realizado "The End", com Ian Astbury no Festival Vivid em Sydney. Boris Astbury e lançou um EP de quatro músicas em setembro de 2010 no Southern Lord e Daymare Records, contendo quatro faixas intitulado dentes e garras, nós são bruxas, Chuva (The Cult cover), Criança Magickal.
Ele mora em Los Angeles e joga com o time de futebol Hollywood United com Billy Duffy e Steve Jones do Sex Pistols e é um defensor do Inglês Premier League clube Everton FC.
Em 26 de maio de 2012, Astbury casou-se com Aimee Nash, vocalista e guitarrista da banda The Black Ryder, em Las Vegas.

## Outros empreendimentos musicais
Astbury participa das faixas "Burn My Shadow", "When Things Explode" e "Forever" do UNKLE.  Ele também canta "Flame On" no álbum solo de Tony Iommi (guitarrista do Black Sabbath) Iommi, e gravou um dueto com Deborah Harry em seu álbum de 1989, Def, Dumb and Blonde na música "Lovelight".
Em 2010, ele forneceu os vocais para a música "Ghost" no álbum solo homônimo do guitarrista Slash.  A faixa também contou com a participação do ex-guitarrista do Guns N 'Roses, Izzy Stradlin, na guitarra base.  Astbury também é creditado por tocar bateria em uma faixa chamada "Gasp" do Japanese Cartoon.

## Discografia
A solo
- Spirit\Light\Speed|Spirit\Light\Speed (2000) segundo álbum solo
- BXI (2010) Banda Japonesa de rock com Ian Astbury nos vocais de algumas faixas
- Holy Barbarians [1996] Primeiro álbum CREAM  solo
- Debby Harry líder do BLONDIE  - Def Dumb and Blondie [1989] , Ian Astbury canta na faixa Lovelight
- UNKLE - Ian Astbury canta e toca baixo em algumas faixas [ Burn My shadows, When things explode , Forever ]
- Fuzztones - Ian Astbury faz duas covers dos Stooges
- Zen Mafia - Ian Astbury canta na faixa ´´California´´ inspirada em Sweet home alabama e também participa do vídeo oficial com sua namorada Rachel
- Slash - Ian Astbury faz o vocal na faixa Ghost [ faixa demo do Velvet Revolver ] com Izzy Stradlin , Josh freeze na bateria e Chris Chaney baixo
- Tony Iommi - Ian astbury gravou 5 faixas no álbum solo Iommi , a faixa que saiu foi [ Flame on]
- Circus of Power 93 - Magic and Madness álbum - Ian canta na faixa ´´Shine´´
- Witchman DJ - Ian astbury participa da faixa ´´Angels Art´´ , anteriormente citada no álbum Cream dos Holy barbarians
- Messiah - 21st Century Jesus álbum - Ian astbury aparece em 5 faixas desse álbum de musica eletrônica
- Zilch - Projeto paralelo Japones com grandes nomes do rock , Ian Astbury participa de 5 faixas , Scott garret tbm participa de algumas